# Panegyrtes pseudolactescens
Panegyrtes pseudolactescens là một loài bọ cánh cứng trong họ Cerambycidae.